# Bastion (film)
Bastion er en dansk kortfilm fra 2008 instrueret af Andreas Thaulow.

## Handling
En mand og hans to medhjælpere er hyret til i al hast at rive en hytte ned et øde sted på en fælled. Uheldigvis viser det sig, at der bor en eneboer-særling i hytten. Han bor der ulovligt, men nedrivningen er heller ikke helt lovlig, og særlingen nægter at forlade sit 'hjem', så situationen er prekær. Hvad gør man?

## Medvirkende
- Henrik Birch, Anders
- Carl Martin Norén, Oliver
- Sune Geertsen, Flemming
- Dan Nielsen, Birger